# Vrije Polen

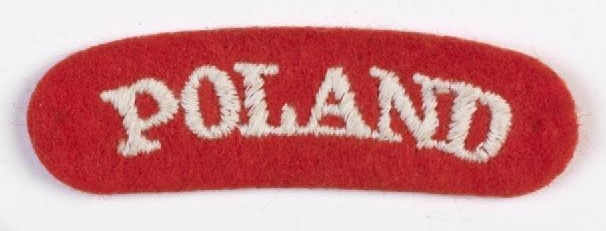
Schouderinsigne

De Vrije Polen is de naam die werd gegeven aan de Poolse soldaten die aan het Westelijk front tegen de Duitsers en Italianen vochten. De Vrije Polen hebben zich onderscheiden in Italië en de Poolse 1e Pantserdivisie speelde een grote rol bij de bevrijding van Nederland in 1944 en 1945. Zo waren de Polen actief betrokken bij de Slag om Arnhem en bij de bevrijding van Breda.